# Natalie Cook
Natalie Louise Cook (Townsville, 19 de enero de 1975) es una deportista australiana que compitió en voleibol, en la modalidad de playa. Es públicamente lesbiana.
Participó en cinco Juegos Olímpicos de Verano, entre los años 1996 y 2012, obteniendo dos medallas, oro en Sídney 2000 y bronce en Atlanta 1996 (ambas haciendo pareja con Kerri-Ann Pottharst), el cuarto lugar en Atenas 2004 y el quinto en Pekín 2008.
Ganó una medalla de bronce en el Campeonato Mundial de Vóley Playa de 2003.
En 2001 fue condecorada con la Medalla de la Orden de Australia (OAM).

## Palmarés internacional
| Juegos Olímpicos   | Juegos Olímpicos         | Juegos Olímpicos  | Juegos Olímpicos    |
| Año                | Lugar                    | Medalla           | Pareja              |
| ------------------ | ------------------------ | ----------------- | ------------------- |
| 1996               | Atlanta (Estados Unidos) | Medalla de bronce | Kerri-Ann Pottharst |
| 2000               | Sídney (Australia)       | Medalla de oro    | Kerri-Ann Pottharst |
| Campeonato Mundial |                          |                   |                     |
| Año                | Lugar                    | Medalla           | Pareja              |
| 2003               | Río de Janeiro (Brasil)  | Medalla de bronce | Nicole Sanderson    |